# Wabasha County
Das Wabasha County ist ein County im US-amerikanischen Bundesstaat Minnesota. Im Jahr 2020 hatte das County 21.387 Einwohner und eine Bevölkerungsdichte von 15,7 Einwohnern pro Quadratkilometer. Der Verwaltungssitz (County Seat) ist Wabasha.

## Geografie
Das County liegt im Südosten von Minnesota an der Mündung des Zumbro River in den Mississippi, der die Grenze zu Wisconsin bildet. Es hat eine Fläche von 1424 Quadratkilometern, wovon 64 Quadratkilometer Wasserfläche sind. An das Wabasha County grenzen folgende Nachbarcountys:
| Goodhue County |                | Pepin County (Wisconsin)   |
|                |                | Buffalo County (Wisconsin) |
|                | Olmsted County | Winona County              |

## Geschichte
Das Wabasha County wurde am 27. Oktober 1849 aus als frei bezeichnetem – in Wirklichkeit aber von Indianern besiedeltem – Territorium gebildet. Benannt wurde es nach drei gleichnamigen Häuptlingen der Sioux.
26 Bauwerke und Stätten des Countys sind im National Register of Historic Places eingetragen (Stand 31. Januar 2018).

## Demografische Daten

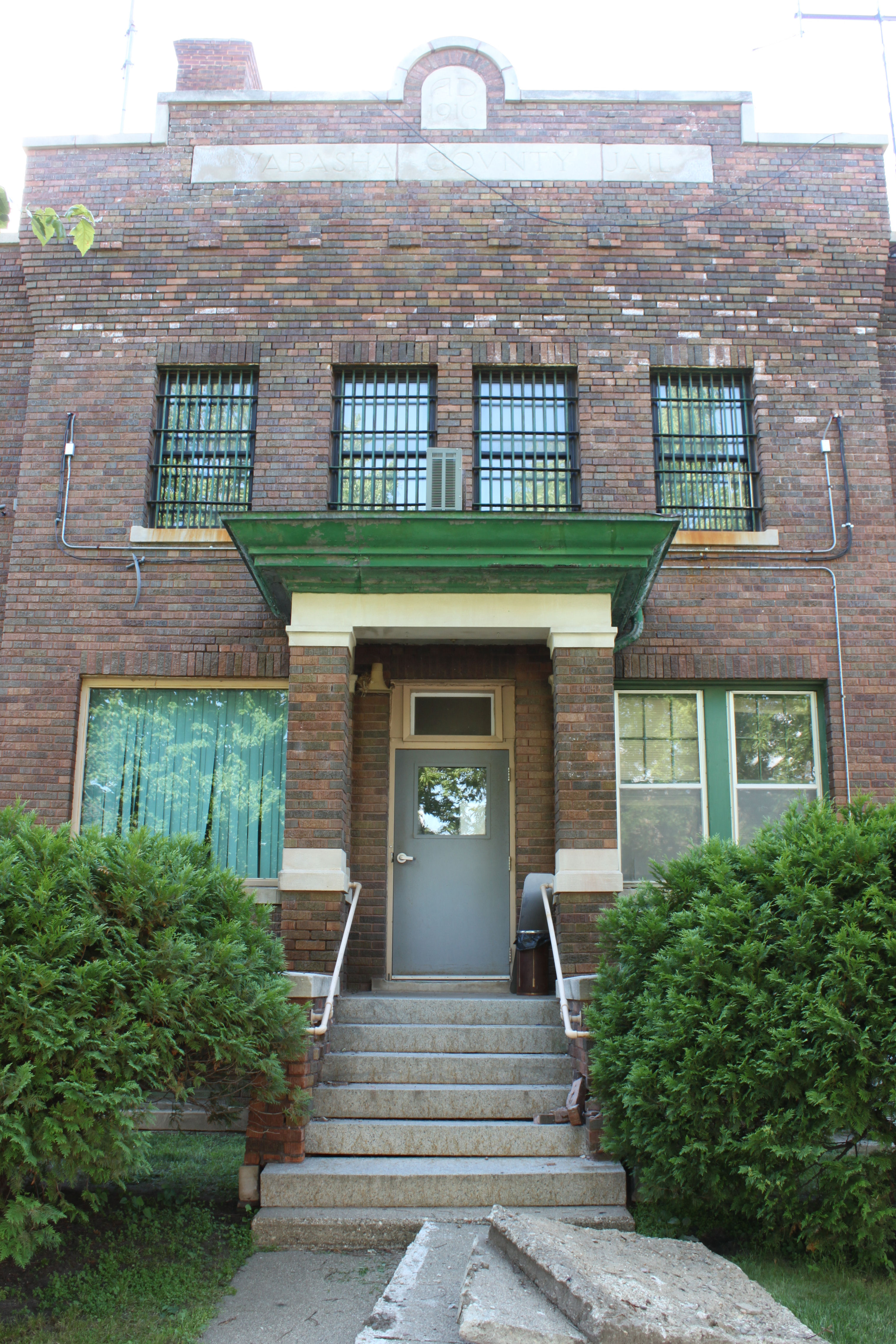
Das Bezirksgefängnis des Countys

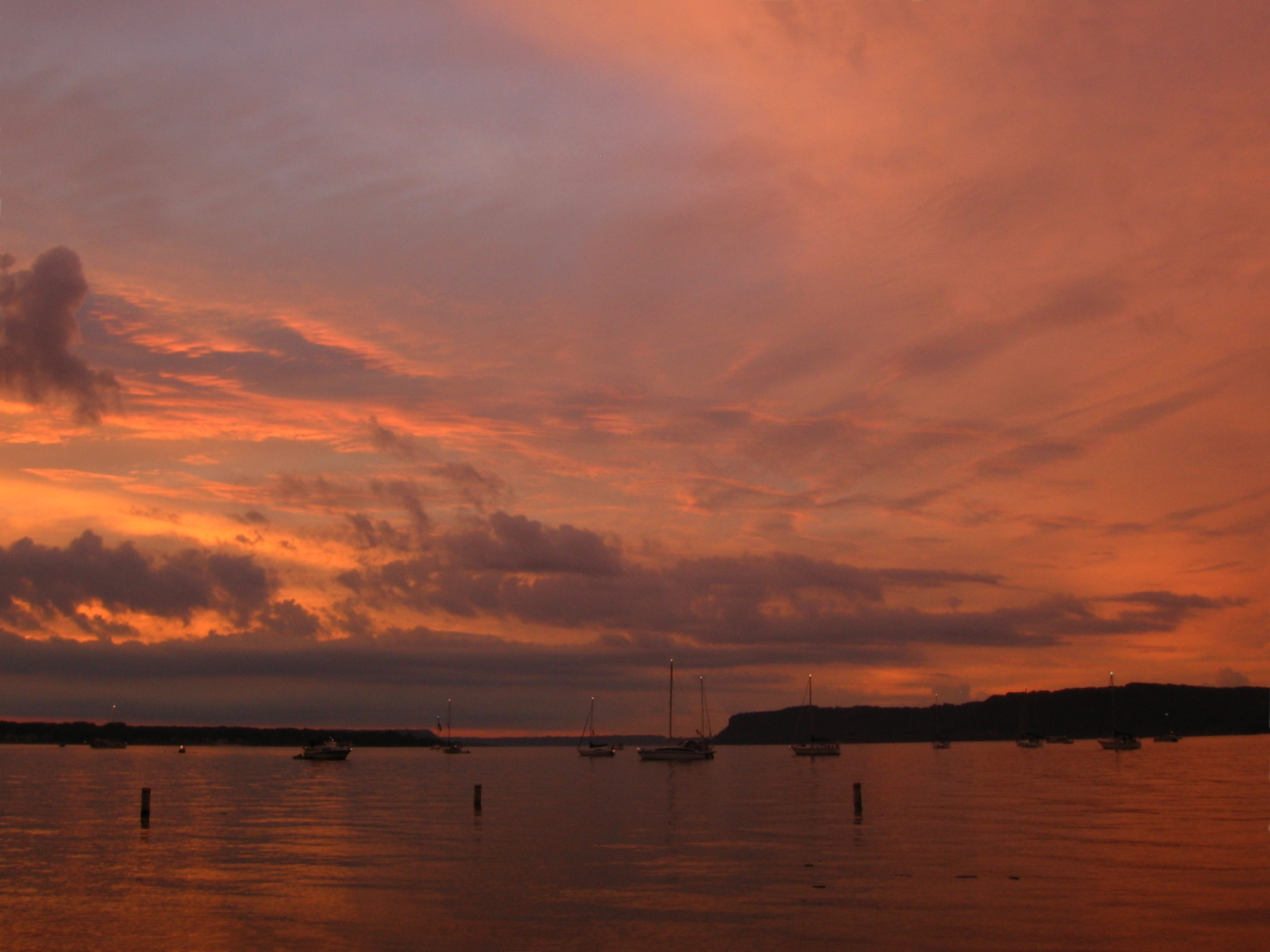
Der Lake Pepin nahe Lake City

Nach der Volkszählung im Jahr 2010 lebten im Wabasha County 21.676 Menschen in 8751 Haushalten. Die Bevölkerungsdichte betrug 15,9 Einwohner pro Quadratkilometer. In den 8751 Haushalten lebten statistisch je 2,44 Personen.
Ethnisch betrachtet setzte sich die Bevölkerung zusammen aus 97,8 Prozent Weißen, 0,5 Prozent Afroamerikanern, 0,2 Prozent amerikanischen Ureinwohnern, 0,5 Prozent Asiaten sowie aus anderen ethnischen Gruppen; 1,0 Prozent stammten von zwei oder mehr Ethnien ab. Unabhängig von der ethnischen Zugehörigkeit waren 2,7 Prozent der Bevölkerung spanischer oder lateinamerikanischer Abstammung.
22,9 Prozent der Bevölkerung waren unter 18 Jahre alt, 59,6 Prozent waren zwischen 18 und 64 und 17,5 Prozent waren 65 Jahre oder älter. 50,0 Prozent der Bevölkerung war weiblich.

Das jährliche Durchschnittseinkommen eines Haushalts lag bei 52.346 USD. Das Pro-Kopf-Einkommen betrug 27.339 USD. 7,6 Prozent der Einwohner lebten unterhalb der Armutsgrenze.

## Ortschaften im Wabasha County
Citys
| - Bellechester1 - Elgin - Hammond - Kellogg | - Lake City1 - Mazeppa - Millville - Minneiska2 | - Plainview - Wabasha - Zumbro Falls |

Unincorporated Communities
| - Camp Lacupolis - Dumfries - Maple Springs - Oak Center | - Reads Landing - South Troy - Theilman - Weaver |

1 – teilweise im Goodhue County

2 – teilweise im Winona County

## Gliederung
Das Wabasha County ist neben den elf Citys in 17 Townships eingeteilt:
| Township            | Einwohner (2010) | FIPS     |
| ------------------- | ---------------- | -------- |
| Chester Township    | 455              | 27-11242 |
| Elgin Township      | 733              | 27-18548 |
| Gillford Township   | 572              | 27-23786 |
| Glasgow Township    | 247              | 27-23894 |
| Greenfield Township | 1349             | 27-25640 |
| Highland Township   | 462              | 27-28952 |
| Hyde Park Township  | 286              | 27-30680 |
| Lake Township       | 442              | 27-34028 |
| Mazeppa Township    | 717              | 27-41300 |

| Township                | Einwohner (2010) | FIPS     |
| ----------------------- | ---------------- | -------- |
| Minneiska Township      | 185              | 27-43054 |
| Mount Pleasant Township | 447              | 27-44620 |
| Oakwood Township        | 405              | 27-48022 |
| Pepin Township          | 378              | 27-50362 |
| Plainview Township      | 443              | 27-51442 |
| Watopa Township         | 247              | 27-68638 |
| West Albany Township    | 398              | 27-69178 |
| Zumbro Township         | 722              | 27-72292 |
|                         |                  |          |